# TOG 2重戦車
TOG 2重戦車は、第二次世界大戦初期に試作されたイギリスの超重戦車である。TOG 1重戦車の発展型であり、試作車両が一両のみ製造された。この車両は、第一次世界大戦の間に生じた、泥と塹壕とクレーターの泥沼と化した北フランスのような戦場に備えていた。

## 概要
前大戦で戦車開発に携わった人々が再び集まったことから、「The Old Gang」、即ち、「昔馴染み」、の渾名で呼ばれるようになった特別車両設計委員会による第二の設計であった。TOG 2はTOG 1と似ており、特徴の多くを保持していたが、主砲には本車の為に新規開発されたオードナンス QF 28ポンド砲（口径94mm）を装備した。
TOG 1の、第一次世界大戦時のイギリス戦車のような、履帯が車体全周を回る配置のかわりに、TOG 2の走行装置は全体が低められ、車体側面のドアは装軌部より上に位置した。本車は1940年に発注され、フォスターズ・オブ・リンカーン社によって建造された。試作車両は1941年3月に初走行した。
本車はTOG 1と同じく機械発電駆動方式（エンジンで発電しモーターで駆動する）を備えていたが、TOG 2では二つの発電機を用い、特に問題は報告されなかった。本車は緩衝装置のない走行装置をトーションバー懸架に変え、さらに他のことも含めて改修された。1943年4月、TOG 2は試験に成功した。それ以上開発は進まなかったが、より車体を短縮した型であるTOG 2 (R)は建造を検討された。
TOG 2はボービントン戦車博物館で見ることができる。

## 登場作品
『World of Tanks』
イギリス重戦車TOG II*（ティー・オー・ジー・トゥー・スター）として販売された。
『トータル・タンク・シミュレーター』
英国の超重戦車TOG IIとして登場。
『War Thunder』
イギリスの重戦車として、War Thunder11周年記念イベントの報酬車両として実装された。